# John White Geary
Pour les articles homonymes, voir Geary.
John White Geary (30 décembre 1819 – 8 février 1873) est un avocat américain, homme politique, et général dans l'armée de l'Union pendant la guerre de Sécession. Il est le dernier alcade et le premier maire de San Francisco puis gouverneur du territoire du Kansas et de la Pennsylvanie.

## Biographie
John White Geary naît le 30 décembre 1819 près de Mount Pleasant, Pennsylvanie. Il doit interrompre ses études à la mort de son père pour assumer ses dettes. S'adonnant à divers emplois, il réunit assez d'argent pour reprendre ses études au Collège de Canonsburg dont il est diplômé en 1841. En 1843, il épouse Margaret Ann Logan avec qui il a plusieurs enfants mais qui décède en 1853. Il se remarie en 1858 avec Mary Church Henderson.
Lors de la guerre américano-mexicaine (1846 - 1848), il s'engage dans le 2e régiment d'infanterie de Pennsylvanie où on lui attribue le grade de lieutenant-colonel. Il se distingue lors de la bataille de bataille de Chapultepec, où il est blessé, ce qui lui vaut d'être promu au grade de colonel.

### Maire de San Francisco
John White Geary est nommé responsable des postes de San Francisco par le président James Knox Polk en 1848. Il devient ensuite alcalde de la ville avant que la Californie ne se constitue en État, puis premier maire. En 1852, en raison de la santé déclinante de sa femme, il retourne en Pennsylvanie où cette dernière décède. Le président Franklin Pierce lui propose alors de devenir le gouverneur du Territoire de l'Utah, mais il décline l'offre.

### Gouverneur du Territoire du Kansas
Le 30 juillet 1856, John White Geary est nommé gouverneur du Territoire du Kansas par le président Franklin Pierce. Sa nomination intervient en plein cœur de la crise du Bleeding Kansas qui voit s'affronter violemment pro et anti-esclavagistes.
John White Geary arrive à Fort Leavenworth le 9 septembre et pénètre dans la capitale du territoire, Lecompton, le lendemain. Son intention est de se positionner comme un administrateur neutre entre les pro et anti-esclavagistes afin de ramener la paix. Dans cette perspective, il négocie avec Sterling Price le libre passage pour les anti-esclavagistes à travers le Missouri et effectue à compter du 17 octobre une tournée du territoire pour se gagner le soutien de la population. Il dissout par ailleurs la milice existante pour en constituer une nouvelle et s’appuie fortement sur l'armée fédérale pour maintenir l'ordre.
Malgré ses efforts, Geary se met à dos les pro-esclavagistes en stoppant une incursion de Border Ruffians cherchant à brûler la ville de Lawrence et en posant un veto, auquel on passera outre, à la loi prévoyant l'envoi de délégués à la convention devant rédiger la constitution de Lecompton. De même, il mécontente certains anti-esclavagistes en refusant un don de 20 000 dollars venant du Vermont, officiellement en soutien aux nécessiteux créés par le dur hiver 1856-57, mais qui correspondait à une forme de solidarité en faveur des anti-esclavagistes dont beaucoup étaient originaires de Nouvelle-Angleterre.
Par ailleurs, au cours de son mandat, ses positions évoluent. Rendant les pro-esclavagistes responsables des troubles, il se rapproche du leader anti-esclavagiste Charles L. Robinson et se montre favorable à une admission au sein de l'union sous la constitution de Topeka qui interdit l'esclavage. Après que son secrétaire particulier, John Gihon, est attaqué par des Border Ruffians, il se sent menacé et remet sa démission au président James Buchanan. Finalement, si son administration n'a pas ramené la paix dans le territoire, il le laisse néanmoins plus pacifié qu'à son arrivée.

### Guerre de Sécession

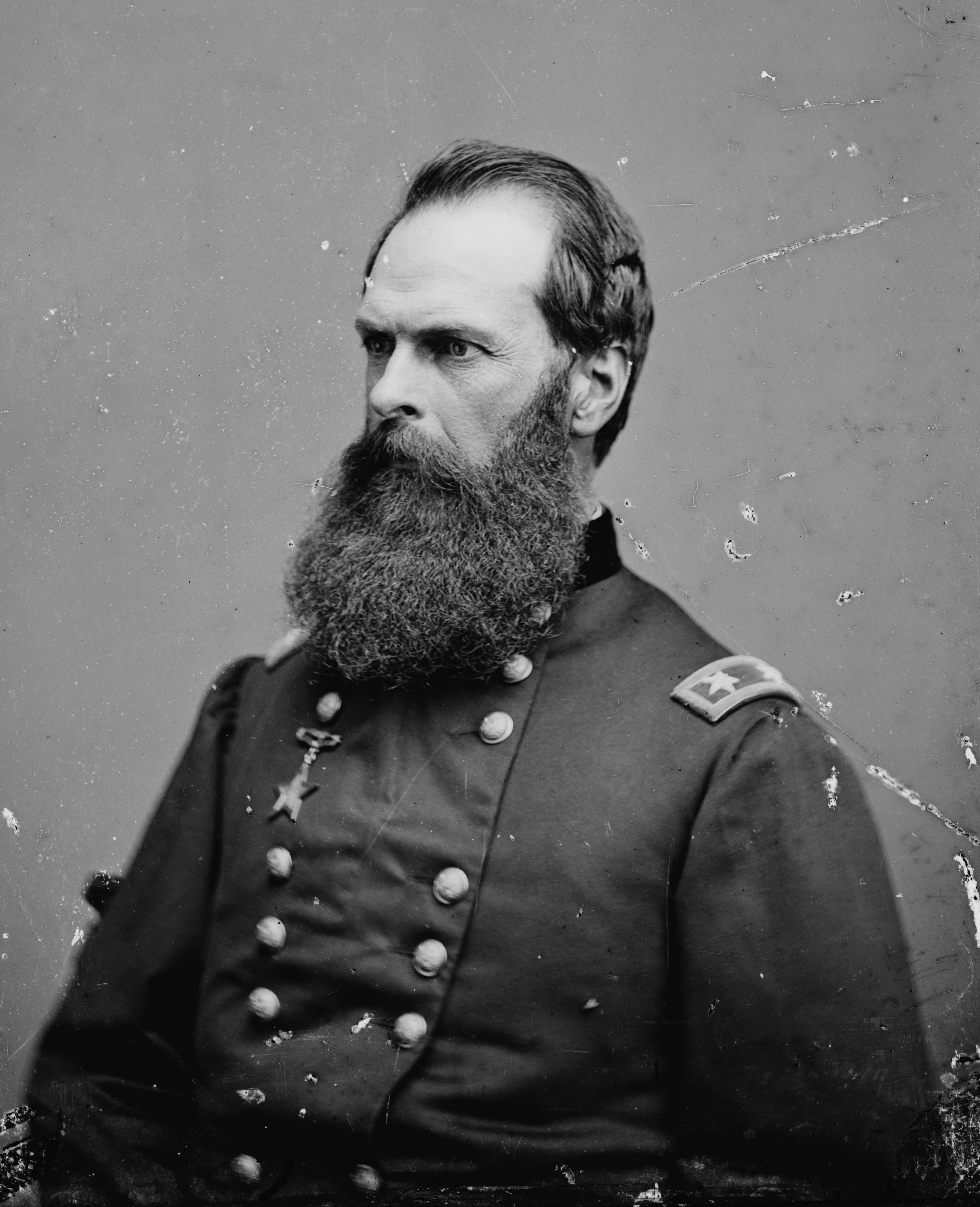
Le major général J.W. Geary.

Lors du déclenchement de la guerre de Sécession, il devient colonel du 28e régiment d'infanterie de Pennsylvanie. Il combat et défait Tuner Ashby lors de la bataille de Bolivar Heights octobre 1861. Il est blessé et capturé le 8 mars 1862 à Leesburg. Rapidement échangé, il reprend du service et est promu brigadier général le 25 avril 1862. Il est alors affecté au sein du V Corps sous les ordres du général Banks.
Il participe alors à la campagne de la vallée de Shenandoah et à la bataille de Cedar Mountain où il est sérieusement blessé. Après avoir recouvré la santé, il reprend son service au sein du XII Corps de l'armée du Potomac.
Il participe ensuite aux batailles de Chancellorsville, de Gettysburg et de Chattanooga. Lors de la bataille de Chancellorsville, il tombe inconscient après qu'un boulet de canon  le manque de peu. Lors de la bataille de Wauhatchie, il a le malheur de voir son fils mourir dans ses bras. Il se distingue ensuite lors de la bataille de Lookout Mountain, de la campagne d'Atlanta, de la marche de Sherman vers la mer et de la campagne des Carolines. Brièvement gouverneur militaire de Savannah, il finit la guerre avec le grade de major-général.

### Gouverneur de Pennsylvanie
Après guerre, John White Geary effectue deux mandats de gouverneur de Pennsylvanie de 1867 à 1873 sous l'étiquette républicaine. Il se montre attaché à limiter l'influence politique des grandes compagnies de chemin de fer et oppose son veto à plusieurs lois défendant des intérêts particuliers.
Le 8 février 1873, trois semaines après avoir quitté son poste de gouverneur, il meurt d'une crise cardiaque.

## Hommage
Une statue de John W. Geary est érigée à Culp's Hill près de Gettysburg.